# マンハント (雑誌)
『マンハント』は、日本のミステリー雑誌。1958年8月号で創刊。発行は久保書店。創刊当時のキャッチコピーは「世界最高のハードボイルド専門誌」（その後、「世界的ハードボイルド・ミステリィ雑誌」へと変更）。アメリカのフライング・イーグル社（Flying Eagle Publications, Inc.）発行のMANHUNTと版権契約を結んでおり、同誌の日本版という位置付けだった。1963年6月発売の8月号から『ハードボイルド・ミステリィ・マガジン』と改題され、1964年1月号をもって廃刊となった。

## 概略
久保書店で性風俗雑誌『あまとりあ』の編集を行っていた中田雅久が、同誌廃刊後、社長の久保藤吉に出版をもちかけたのが創刊のきっかけとされる。また中田雅久は『エラリー・クイーンズ・ミステリ・マガジン』の編集長だった都筑道夫から本国版MANHUNTの存在を教えられたと語っており、それまで翻訳雑誌を手がけたことがなかった中田はその後も翻訳雑誌編集の秘訣を都筑道夫から教わったと語っている。
創刊号では、「我が国でも、スピレインが翻訳されていらい、急激に増えたハードボイルド・ファンの渇をいやすべく、ここに《マンハント・日本語版》は華やかに進水した」と宣言するなど、当時、ミステリーの新興ジャンルと見なされていたハードボイルド小説の日本紹介に並々ならぬ意欲を示していた。また創刊号には江戸川乱歩や木々高太郎も祝辞を寄せており、本格派とハードボイルド派の枠を超えて同誌の発刊を後押しする中での船出だった。
しかし、華々しくスタートした『マンハント』は、1964年1月号をもって突然の廃刊を迎えることになる。1963年8月号で本国版MANHUNTとの提携も解消され、誌名も『ハードボイルド・ミステリィ・マガジン』と改題されていたものの、「世界的ハードボイルド・ミステリィ雑誌」（このキャッチフレーズも『ハードボイルド・ミステリィ・マガジン』へと改題された時点で削除されていた）としてのクオリティは基本的には維持されていた。しかし、1964年1月号の最終ページで「はなはだ突然ですが、本誌は今月号をもって終刊させたいただくことになりました」。事前の予告の全くない突然の廃刊だった。その理由について中田雅久は「なぜかというと、私が会社をやめようかなって言ったら、それなら雑誌もやめるというんで、そうなったわけです」。なお、鏡明は『マンハント』が『ハードボイルド・ミステリィ・マガジン』と改題してわずか半年で姿を消したという事実をもって「じつはマンハントが何であったかを端的に示している。それはハードボイルドのミステリーのマガジンではなかったのだ」という見解を示している。鏡によれば、『マンハント』は「ミステリー雑誌以上のもの」であり、実態としてはアメリカの大衆文化を日本に紹介するカルチャー・マガジンだったという（「当事者たちの証言」参照）。
そんなカルチャー・マガジンの誌面を飾った最長連載は植草甚一の「夜はオシャレ者」。最多登場作家はエヴァン・ハンターだった。都筑道夫訳の「探偵カート・キャノン・シリーズ」が人気を集めた。同シリーズは都筑道夫による贋作（パスティーシュ）が書かれるほどの人気だった。

## 特徴と影響
『マンハント』日本語版は本国版MANHUNTと違って当初はカバーでもモンドリアンふうの抽象画（秋保正三作）を使用するなど、至ってスタイリッシュな装いだった。しかし、1959年5月号からはヌード・ピンナップが附録に付くようになり、徐々に男性誌のようなテイストを醸し出すようになる。さらに1962年になると女性をフィーチャーした写真がカバーを飾るようになり、いよいよ男性誌ふうのテイストが強まった（ただし、女性をフィーチャーした写真がカバーに使われたのは1月号、2月号、9月号だけ）。編集長の中田雅久はヌード・ピンナップを附録に付けるようになった理由について「結局エロティックなもの、セックスの本で売り出してきた本屋さんですから、そういうものが売れるんだという固定観念があるんです。お色気もある雑誌だからって言って版権取ってもらったんだから、そういう顔も立てなきゃいけない」と語っており、発行元である久保書店への配慮があったことを明かしている。
また『マンハント』の特徴の1つに翻訳が必ずしも原文に忠実ではなかった点が挙げられる。これは意図的なもので、創刊号の「マンハンタアズ・ノート」（編集後記）では「この雑誌は乙にとりすましたホンヤク雑誌じゃありません。珍訳誌、超訳誌とでも申しましょうか、アメリカ人が〈マンハント〉を読んでエキサイトするのと同じくらい、面白く読んでいただけるようにしました」とその意図を明かしている。そのため、誌面にはさまざまな俗語や造語が飛び交った。女性を「スケ」「なおん」と表現するのに飽き足らず、遂には「お女性」というセクシズムすれすれの呼称も編み出した。後に中田耕治はこうした『マンハント』での経験を振り返って「（『マンハント』は）文体の修練の場だった。確実にぼくの一部分が培われたと思う。スタイリストの都筑道夫に負けたくなかったので、独自の文体をつくろうとした」と語っている。
一方、『マンハント』がその後の文化シーンや出版業界に与えた影響ということで言えば、当時、まだ一般には知られていなかった多くの才能を世に送り出したことが挙げられる（「主な日本人寄稿者」参照）。『マンハント』に集った顔ぶれの多彩さについては当事者である中田雅久も「思い返せばなんであのとき、あれほどのユニークなタレントが、あんな小さな雑誌の手の届くとこに、いっぱいいたのだろう。可能性に満ちた時代だったのかしら」と回顧しているくらいで、ある種の文化的奇観を呈していると言っていい。まだプロデビュー前から「読者座談会」に参加していた湯川れい子などは「勉強させてもらったし、あちこちに紹介してもらった。〈マンハント〉のおかげで現在の自分があると思う」と語っており、『マンハント』をゲートウェイとして1960年代の文化シーンに飛び込んだ才能は数知れない。その貴重な媒介の役割を果たしたという意味で『マンハント』がその後の文化シーンや出版業界に与えた影響はことのほか大きい。

## 当事者たちの証言
『マンハント』をめぐっては、自身が寄稿者だった人物や読者だったという人物からさまざまなコメントが発せられている。
『マンハント』がプロの文筆家としてのキャリアの振り出しだった小鷹信光は『マンハント』という雑誌を総括して次のように語っている。
また『マンハント』を中学生時代に読み始めたという荒俣宏は『マンハント』について「戦後カストリ雑誌の低俗さを引きずりつつも、めくるめくアングラ文化の胎動を予感させた、早すぎた雑誌だった」としつつ、次のように『マンハント』への思い入れを綴っている。
その荒俣と同学年だった鏡明も「今、思うと、マンハントはぼくにとって最も大事な雑誌であったように思う」としつつ、次のように独自の『マンハント』観を披露している。
一方、稲葉明雄は「〈マンハント〉だけがどうということはない。たくさん手がけた仕事の母胎にはなったが、とくにこの雑誌に思いこみはない」。また片岡義男も「一冊の雑誌にすぎない。自分の方向づけとは関係なく適当にふざけさせてもらった。注文にこたえる練習をした感じ」と、いずれも仕事の場以上のものではなかったという認識を示している。なお、片岡義男も小鷹信光同様、『マンハント』がプロの文筆家としてのキャリアの振り出しで、早稲田大学の先輩でもある小鷹が片岡を編集部に売り込んだという。

## 主な日本人寄稿者（五十音順）
| - 青木秀夫（日出夫） - 荒正人 - 泉真也 - 稲葉由紀（明雄） - 井上一夫 - 岩田宏（小笠原豊樹） - 植草甚一 - 宇野利泰 - 永六輔 - 大伴秀司（昌司） - 大橋巨泉 | - おおば比呂司 - 荻昌弘 - 片岡義男 - 片桐ユズル - 川口冬生（永井淳） - 紀田順一郎 - 久里洋二 - 河野典生 - 小鷹信光 - 児玉数夫 - 小森和子 | - 清水康雄 - 諏訪優 - 高橋泰邦 - 立木義浩 - 田中小実昌 - 都筑道夫 - 寺山修司 - ドクトル・チエコ - 中田耕治 - 中村能三 - 野坂昭如 | - 福田一郎 - 双葉十三郎 - 星新一 - 前田武彦 - 真鍋博 - 矢野徹 - 山下諭一 - 結城昌治 - 湯川れい子 - 淀川長治 - 和田誠 |